# Moxostoma congestum
Moxostoma congestum és una espècie de peix de la família dels catostòmids i de l'ordre dels cipriniformes.

## Morfologia
Els mascles poden assolir els 65 cm de longitud total.

## Alimentació
Es nodreix d'insectes aquàtics, mol·luscs, amfípodes, ostracodes, algues, llavors i peixos.

## Hàbitat i distribució geogràfica
És un peix d'aigua dolça, demersal i de clima subtropical (32°N-23°N), el qual es troba a Nord-amèrica: els Estats Units.

## Estat de conservació
Apareix a la Llista Vermella de la UICN.